# منتخب غواتيمالا لكرة اليد
منتخب غواتيمالا لكرة اليد (بالإسبانية: Selección de balonmano de Guatemala) هو ممثل غواتيمالا الرسمي في المنافسات الدولية في كرة اليد
.